# Fly Arna
Fly Arna ist eine armenische Billigfluggesellschaft mit Sitz in Jerevan. Es handelt sich bei der Fluggesellschaft um ein Joint Venture zwischen der Billigfluggesellschaft Air Arabia und dem armenischen staatlichen Armenia National Interests Fund.

## Geschichte
Die Fluggesellschaft wurde 2021 als Joint Venture zwischen der emiratischen Fluggesellschaft Air Arabia und dem Armenia National Interests Fund (ANIF) gegründet. 51 % der Anteile besitzt der ANIF und die restlichen 49 % gehören Air Arabia.
Die Fluggesellschaft erhielt ihr Luftverkehrsbetreiberzeugnis im Mai 2022 und erhielt im selben Monat auch ihr erstes Flugzeug, einen Airbus A320-200. Die Fluggesellschaft hat sich für die A320-Familie entschieden, um die Flottenkompatibilität mit ihrer Muttergesellschaft Air Arabia aufrechtzuerhalten.
Im Februar 2024 stellte die Fluggesellschaft vorläufig den Flugbetrieb ein.

## Flugziele
Fly Arna nahm am 3. Juli 2022 mit der Verbindung Jerevan-Hurghada den Flugbetrieb auf. Aktuell fliegt Fly Arna 10 Ziele in 8 Ländern in Asien und Europa an.

## Flotte
Mit Stand Januar 2024 besteht die Flotte der Fly Arna aus einem Flugzeug mit einem Alter von 16,4 Jahren:
| Flugzeugtyp     | Anzahl | bestellt | Anmerkungen                             | Sitzplätze | Alter (Juni 2023) |
| --------------- | ------ | -------- | --------------------------------------- | ---------- | ----------------- |
| Airbus A320-200 | 1      |          | inaktiv; ehemalige Air Arabia Flugzeuge | 174        | 16,4 Jahre        |
| Gesamt          | 1      | -        |                                         |            | 16,4 Jahre        |